# Постоловка (Тернопольская область)
Постоловка (укр. Постолівка) — село в Гусятинской поселковой общине Чортковского района Тернопольской области Украины.
До 2020 года входило в Гусятинский район.
Код КОАТУУ — 6121686001. Население по переписи 2001 года составляло 1363 человека.

## Географическое положение
Село Постоловка находится на берегу реки Гнилая, выше по течению на расстоянии в 1 км расположено село Раштовцы,
ниже по течению примыкает село Городница.
Через село проходит автомобильная дорога Т-2002.

## История
- 1574 год — дата основания.

## Известные уроженцы
- Побегущий, Евгений Павлович (1901—1995) — украинский националистический деятель. Доброволец УГА, один из командиров батальона легиона «Роланд», полковник дивизии СС «Галичина»,

## Объекты социальной сферы
- Школа.
- Клуб.
- Фельдшерско-акушерский пункт.